# Aléxandros Khalkokondýlis
Aléxandros Khalkokondýlis (grec moderne : Αλέξανδρος Χαλκοκονδύλης), né en 1880 à Athènes, mort le 15 février 1970, est un athlète grec. Il a participé aux Jeux olympiques de 1896 en saut en longueur et en 100 mètres, représentant le club Athlitikos Omilos d'Athènes.
Avec un saut en longueur à 5,74 m, il ne parvient pas à se classer parmi les trois premières places. Il se serait également aligné sur les épreuves de triple saut et aux qualifications du 400 mètres, sans que ses résultats soient connus.
Seul athlète grec à s'être aligné dans une épreuve de sprint avec Georgios Gennimatas, il termine deuxième de la seconde série du 100 mètres derrière Thomas Curtis en 12 s 8. Lors de la finale, il termine à la cinquième et dernière place avec un temps de 12 s 6.

## Palmarès
| Date | Compétition           | Lieu    | Résultat | Épreuve          | Performance |
| ---- | --------------------- | ------- | -------- | ---------------- | ----------- |
| 1896 | Jeux olympiques d'été | Athènes | 5e       | 100 m            | 12 s 6      |
| 1896 | Jeux olympiques d'été | Athènes | 4e       | Saut en longueur | 5,74 m      |